# Grotte de Thouzon
La grotte de Thouzon, encore appelée grotte aux Fées, est située sur la commune du Thor, dans le Vaucluse, au pied de la colline éponyme. Elle est surplombée par le château de Thouzon. C'est la seule caverne naturelle aménagée pour le tourisme dans le département de Vaucluse.

## Géomorphologie

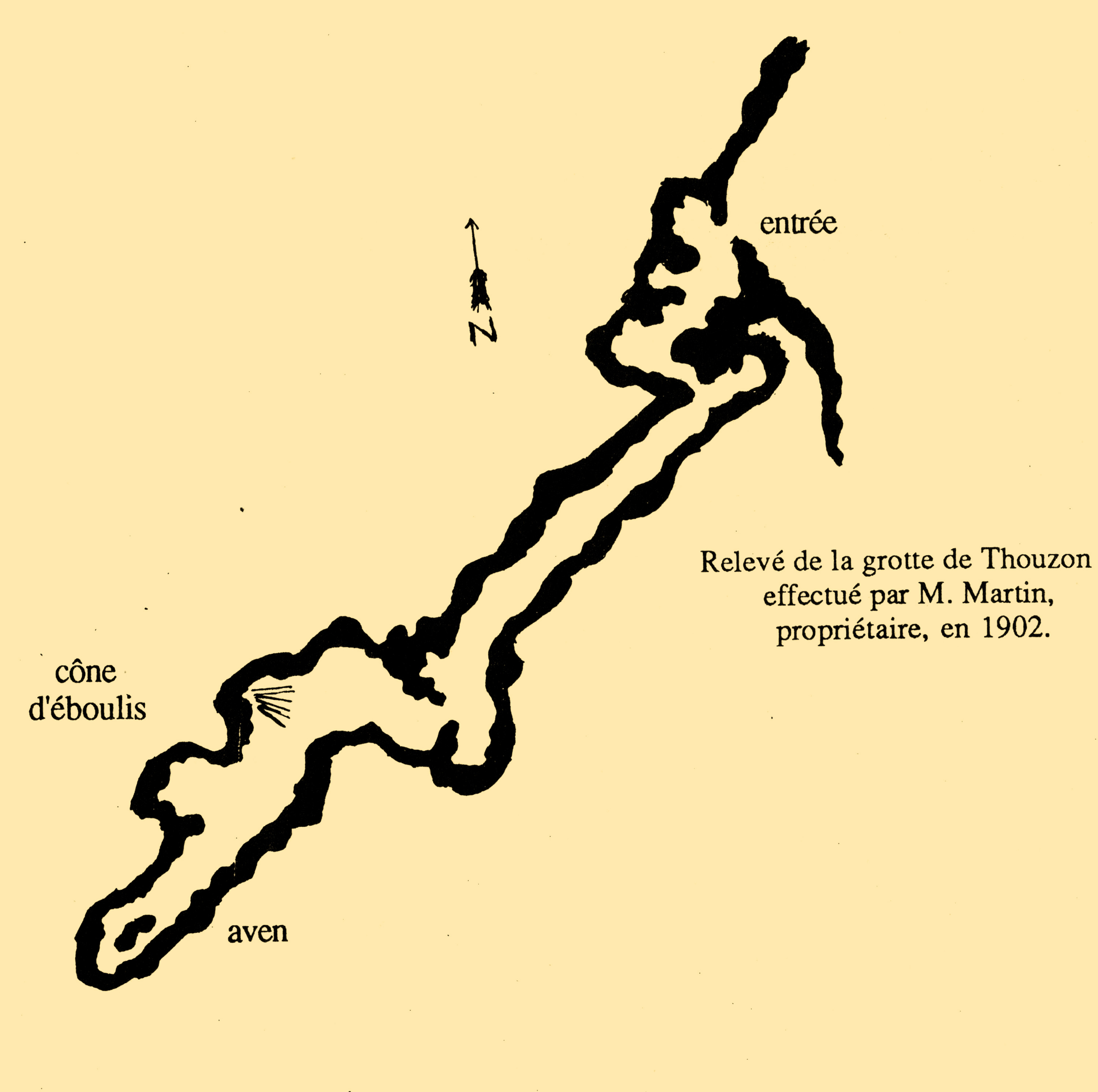
Premier relevé de la grotte de Thouzon, fait en 1902.

La cavité qui se développe sur 230 mètres de longueur et 4 mètres de largeur, possède un concrétionnement remarquable : stalactites, stalagmites, draperies, gours, perles de cavernes. Elle possède quelques formes géologiques : cheminées d'équilibre, cône d'éboulis, diaclase colmatée, puits, méandres, rognon de silex. La température de la grotte est de 13 °C toute l'année. Son taux d’humidité est de 98 %. On peut également y apercevoir les restes d’une chauve-souris pétrifiée.

## Histoire
Elle a été découverte le 23 janvier 1902 quand des ouvriers de la carrière de pierres ont fait exploser, lors d'un tir de mine, 40 kg de poudre pour détacher plus de 500 mètres cubes de pierres de construction. 
En 1981, la famille propriétaire du site commence à l'exploiter réellement de façon commerciale en proposant des visites guidées.